# Caronte 50 Years Later
Caronte 50 Years Later è il quinto album in studio del gruppo musicale di rock progressivo italiano The Trip, pubblicato nel 2021.

## Descrizione
Caronte 50 Years Later è il primo disco della riformata band guidata dal batterista storico Pino Sinnone. Questo è il rifacimento dell'iconico disco Caronte, pubblicato nel 1971, risuonato dalla attuale formazione per celebrare i 50 anni dall'uscita. Presenta, rispetto all'originale, l'aggiunta dell'inedito brano Acheronte composto dal chitarrista Carmine Capasso e si chiude con due brani storici della band, ovvero Una Pietra Colorata, dal primo omonimo album The Trip del 1970 e il brano "Fantasia" dal film Terzo canale - Avventura a Montecarlo.
Il disco, prodotto da Carmine Capasso, è stato registrato interamente in home recording, a causa della pandemia del 2020.

## Tracce
1. Acheronte
2. Caronte I
3. Two Brothers
4. Little Janie
5. L'ultima ora e Ode a Jimi Hendrix
6. Caronte II
7. Una pietra colorata
8. Fantasia

## Formazione
- Andrea Ranfagni - voce
- Carmine Capasso - chitarre elettriche e acustiche, voce, sitar, theremin
- Andrea Dave D'Avino - tastiere, cori, pianoforte
- Tony Alemanno - basso, cori
- Pino Sinnone - batteria

Ospiti
- Kri Sinnone – batteria (tracce 7-8)
- Antonio Capasso – Effetto moto Harley Davidson (traccia 3)